# Крушение барка «Libelle»
Libelle — барк, своим крушением впервые привлекший международное внимание к острову Уэйк в 1866 году.

## История
Ночью 4 марта 1866 года 650-тонный с железным корпусом бременский корабль «Libelle»  во время шторма ударился о восточный риф острова Уэйк. Корабль под командованием капитана Антона Тобиаса (Anton Tobias) следовал из Сан-Франциско в Гонконг с грузом ртути. После ночи на борту судна, застрявшего на рифе, пассажиры и команда добрались до берега, захватив с собой с судна ограниченные припасы, такие как постельное белье, бочка говядины, несколько мешков муки и несколько бочонков вина. После трех дней бесплодных поисков пресной воды на острове  экипажу удалось извлечь с потерпевшего крушение корабля резервуар с пресной водой на 200 галлонов США (760 л). На острове также был захоронен ценный груз, в том числе примерно 1000 флаконов с ртутью, а также монеты и драгоценные камни на сумму 93 943 доллара. После трех недель нахождения на острове, ввиду истощающегося запаса воды и отсутствия признаков спасения, пассажиры и команда решили покинуть Уэйк и попытаться отплыть на Гуам (центр тогдашней испанской колонии Марианских островов ) на двух оставшихся лодках. 22 пассажира и часть экипажа плыли на 22-футовом (7-метров) баркасе под командованием первого помощника капитана Рудольфа Кауша, остальная часть экипажа плыла с капитаном Тобиасом на 20-футовой (6-метров) гичке. 8 апреля 1866 года, после 13 дней шквалов, скудного пайка и тропического солнца, баркас достиг Гуама, а гичка исчезла в море.
Испанский губернатор Марианских островов Франсиско Москосо-и-Лара оказал помощь выжившим после кораблекрушения, а также приказал отправить шхуну «Ана», принадлежащую и управляемую его зятем Джорджем Х. Джонстоном, вместе с первым помощником «Libelle» Каушем, на поиски пропавшей гички, а затем отправиться на остров Уэйк, чтобы подтвердить историю кораблекрушения «Libelle», найти барк и закопанные сокровища.

## Пассажиры
Среди пассажиров были:
- 50-летняя англичанка, оперная певица Анна Бишоп, для которой это плавание было первым этапом дальневосточного турне,
- торговец алмазами Мартин Шульц, второй муж Анны Бишоп,
- нью-йоркский пианист и вокалист Чарльз Ласселлес,
- первый генеральный консул тогдашнего независимого Королевства Гавайи при дворе императора Японии Юджин Ван Рид,
- императорский японский военный офицер Ябэ Кисаборо.

## Экспедиции к месту крушения
В течение следующих двух лет к месту кораблекрушения приплыли другие корабли для проведения спасательных работ. В январе 1867 года американская шхуна Кэролайн Миллс доставила на место крушения «Libelle» водолазный костюм, который тогда называли «подводной броней». С помощью водолазного костюма было извлечено всего несколько флаконов с ртутью, поэтому капитан Николс решил отказаться от этих усилий. 9 мая 1867 года шлюп «Hokulele» из Гонолулу во главе с Томасом Р. Фостером прибыл в Уэйк и к нему присоединился бриг из Китая.  Вместе два корабля обнаружили 495 флаконов с ртутью, из которых 247 флаконов попали на «Hokulele». В октябре 1867 года гонолульская шхуна «Moi Wahine» прибыла в Уэйк, и английский Томас Р. Фостер (капитан «Hokulele») и девять гавайских дайверов высадились на острове с частью своих припасов. Капитан Зенас Бент, первый помощник мистер Уайт и семь гавайских моряков остались на борту корабля. Вечером второго дня, когда ветер усилился и переменился, экипаж шхуны снялся с якоря и вышел в море, чтобы не удариться о риф, но погиб в шторме, в то время как спасательный отряд остался на Уэйке, не имеющем пресной воды. К счастью для спасательного отряда с корабля выгрузили аппарат для дистилляции воды. Благодаря аппарату отряд был обеспечен питьевой водой, у людей также была рыба, птицы и яйца в качестве пропитания. Через пять месяцев британский бриг «Cleo» спас оставшихся на острове и добыл 240 флаконов с ртутью, немного меди, якоря и цепи.